# 동조 (전한)
동조(董朝, ? ~ ?)는 전한 중기의 인물로, 개국공신 동설의 증손이자 내사 동적의 손자이다.

## 생애
원광 3년(기원전 132년), 아버지 동피군의 뒤를 이어 절씨후(節氏侯)에 봉해졌다.
원수 3년(기원전 120년), 제남태수 재임 중 성양경왕의 딸과 간통하여 불경죄로 작위를 빼앗겼다.

## 출전
- 사마천, 《사기》 권18 고조공신후자연표

| 선대 아버지 절씨공후 동피군 | 전한의 절씨후 기원전 132년 ~ 기원전 120년 | 후대 (봉국 폐지) |